# Максименко, Александр Дмитриевич
Александр Дмитриевич Максименко (род. 22 марта 1996, Хабаровск) — российский футболист, вингер.

## Биография
Воспитанник хабаровского клуба «СКА-Энергия», тренеры Александр Андреевич Кулага и Александр Борисович Колобанов. На турнире ПФЛ в Саранске Максименко был приглашён в московское «Динамо», где тренировался под руководством Сергея Силкина, Сергея Стукашова и Кирилла Новикова. В сезонах 2013/14 — 2015/16 провёл в молодёжном первенстве 52 матча, забил 16 мячей. В феврале 2016 года был отдан в аренду до конца сезона в клуб первенства ПФЛ «Авангард» Курск, за который провёл два матча — 10 апреля в домашнем матче против «Тамбова» (2:3) вышел на замену на 78-й минуте и через пять минут получил жёлтую карточку. 23 апреля в домашней игре против «Чертаново» (2:1) вышел на замену на 67-й минуте и через 20 минут был заменён. В сезоне 2016/17 провёл 13 игр в первенстве ПФЛ за «Динамо-2». Перед сезоном 2017/18 перешёл в клуб премьер-лиги «СКА-Хабаровск». Дебютировал 9 декабря 2017 года в гостевом матче 20 тура против «Рубина» (1:3) — вышел на 18-й минуте вместо получившего травму Руслана Коряна и на 73-й минуте забил гол.
В конце августа 2019 года подписал контракт с клубом «Новосибирск», за который дебютировал 28 числа того же месяца, выйдя на замену в матче против «Иртыша». После завершения срока аренды в 2020 году покинул команду и вернулся в «СКА-Хабаровск». После вернулся в дубль СКА-Хабаровска в 2022 и 2024г. 